# Delitz am Berge
Delitz am Berge è un ex comune tedesco di 969 abitanti, situato nel land della Sassonia-Anhalt.
Dal 1º gennaio 2008 Deliz, insieme a Klobikau e Schafstädt, fu incorporata in Bad Lauchstädt,
 della quale divenne una frazione.